# Las (województwo śląskie)
Las – wieś w Polsce położona w województwie śląskim, w powiecie żywieckim, w gminie Ślemień.
Integralne części wsi Las: Bacówka, Barglówka, Bodzkówka, Borowina, Gałasie, Gąskówka, Gibasówka, Jochemkówka, Krzakówka, Kubinówka, Kuźlikówka, Małysiaki, Małysówka, Mędrośniki, Na Kępie, Na Mycie, Oleksiakówka, Ryszkówka, Siwcówka, Skrzypkówka, Surmówka, Szczelinówka, Szwajcówka, Wajdówka, Wróblówka, Zagrody
W latach 1975–1998 miejscowość administracyjnie należała do województwa bielskiego.

## Geneza nazwy
Wyjaśnienie pochodzenia nazw wsi leżących m.in. na terenie gminy Ślemień podaje kronikarz i jednocześnie wójt żywiecki Andrzej Komoniecki, żyjący na przełomie XVII i XVIII wieku: „Las wieś nazwana, że przedtem las pański w tym miejscu był, gdzie leśni sobie najpierwej domki pobudowali, a potym wyrąbawszy las, wieś osadzono i Lasem przecie nazwano”..

## Zabytki
- Kaplica murowana z 1811 roku. Czworoboczna. Sklepionko kolebkowe z lunetami. Dach siodłowy, gontowy. Wewnątrz na postumencie kamienny barokowy posąg Chrystusa upadającego pod krzyżem, zapewne 2. połowa XVIII w[9].
- Figura przydrożna – posąg Chrystusa Nazaretańskiego na słupie, zapewne 1. połowa XIX w[9].
- Posąg Chrystusa Nazaretańskiego na słupie z końca XIX wieku[9].

## Ludzie urodzeni w Lasie
- Jan Siwiec (poseł) (1829–1865)[10]
- Marian Pasko (1946-2022)